# SDCBP
SDCBP (англ. Syndecan binding protein) – білок, який кодується однойменним геном, розташованим у людей на короткому плечі 8-ї хромосоми. Довжина поліпептидного ланцюга білка становить 298 амінокислот, а молекулярна маса — 32 444.
| 10         |  | 20         |  | 30         |  | 40         |  | 50         |
| ---------- |  | ---------- |  | ---------- |  | ---------- |  | ---------- |
| MSLYPSLEDL |  | KVDKVIQAQT |  | AFSANPANPA |  | ILSEASAPIP |  | HDGNLYPRLY |
| PELSQYMGLS |  | LNEEEIRANV |  | AVVSGAPLQG |  | QLVARPSSIN |  | YMVAPVTGND |
| VGIRRAEIKQ |  | GIREVILCKD |  | QDGKIGLRLK |  | SIDNGIFVQL |  | VQANSPASLV |
| GLRFGDQVLQ |  | INGENCAGWS |  | SDKAHKVLKQ |  | AFGEKITMTI |  | RDRPFERTIT |
| MHKDSTGHVG |  | FIFKNGKITS |  | IVKDSSAARN |  | GLLTEHNICE |  | INGQNVIGLK |
| DSQIADILST |  | SGTVVTITIM |  | PAFIFEHIIK |  | RMAPSIMKSL |  | MDHTIPEV   |

A: Аланін

C: Цистеїн

D: Аспарагінова кислота

E: Глутамінова кислота

F: Фенілаланін

G: Гліцин

H: Гістидин

I: Ізолейцин

K: Лізин

L: Лейцин

M: Метіонін

N: Аспарагін

P: Пролін

Q: Глутамін

R: Аргінін

S: Серин

T: Треонін

V: Валін

W: Триптофан

Кодований геном білок за функцією належить до фосфопротеїнів. 
Задіяний у таких біологічних процесах, як ацетилювання, альтернативний сплайсинг. 
Білок має сайт для зв'язування з ліпідами. 
Локалізований у клітинній мембрані, цитоплазмі, цитоскелеті, ядрі, мембрані, клітинних контактах, ендоплазматичному ретикулумі.
Також секретований назовні.